# YaYa et Zouk
 (juillet 2019).
YaYa et Zouk ou YaYa & Zouk est une série télévisée d'animation canadienne de 146 épisodes de 5 minutes produite par ToonDraw et créée par Raymond Lebrun et Dominique Jolin, produite par et diffusée depuis le 12 septembre 2015 sur ICI Radio-Canada Télé et sur Yoopa.
La saison 2 a été diffusée sur Yoopa en septembre 2018 et sur Radio Canada en janvier 2019.

## Description
Cette série animée est débordante de bonne humeur et d'optimisme où deux jeunes écureuils du Québec ont un plaisir fou à passer de la réalité à l'imaginaire en compagnie de leurs jouets qui prennent vie au gré des épisodes.

## Personnages

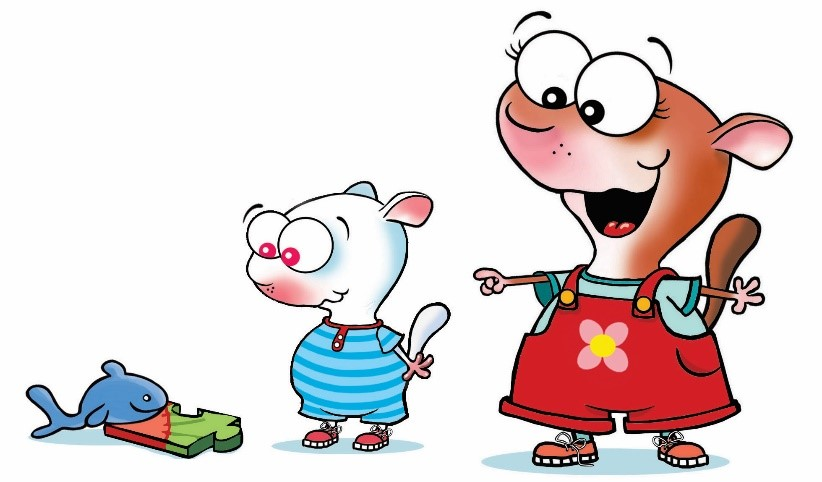
YaYa et Zouk.

- YaYa : YaYa est l’ainée de la famille mais elle est plus candide que son petit frère Zouk, qu’elle adore. Elle est très enthousiaste et parle beaucoup, quelquefois trop, d’après Zouk, mais sa bonne humeur la rend tout simplement irrésistible.
- Zouk : Zouk est l’avant-dernier de la fratrie et sans doute le plus brillant. Il aime beaucoup jouer avec YaYa mais apprécie aussi les moments de solitude où il peut lire tranquillement.
- Raymond : C’est le dragon de YaYa qui prend vie à l’occasion. Il est très doux, il ne parle pas mais bêle.
- Les peluches : Aziz l’ours polaire, Maurice-le-Menu la pieuvre, Corinne l’éléphant, Judith le crocodile et Julius le hibou sont les peluches de Zouk. Elles peuvent parler et vivent au pied du lit de Zouk. Elles sont candides et prennent vie de temps à autre. Il en va de même pour Lulu l’ogre et la princesse qui sont à la base des figurines.
- Maman : Les enfants ne sont pas seuls dans la maison. Maman n’est jamais bien loin, présente et aimante comme toutes les mamans !
- Papa : On ne le voit que très rarement mais il y a bel et bien un père aimant dans cette maison.

## Voix
- Catherine Trudeau : Yaya
- Aline Pinsonneault : Zouk

 Source et légende : version québécoise (VQ) sur Doublage.qc.ca

## Diffusion et distribution internationale
La série a été diffusée sur Family Jr. au Canada, sur Universal Kids (en) (anciennement Sprout) et Amazon Prime Video aux États-Unis, Kidoodle.TV et JimJam.
La distribution internationale est assurée par Distribution 360.

## Distinctions

### Nominations
- Prix d’excellence 2016 de l’Alliance Médias Jeunesse[10] :
  - Nomination – Prix d’excellence pour la meilleure série télévisée ou websérie – Stimulation de l’imagination et de la créativité
  - Nomination – Prix d'excellence pour le meilleur contenu interactif – Divertissement
- 31e Prix Gémeaux (2016)[11] : 
  - Nomination – Meilleur émission ou série d’animation
  - Nomination – Meilleure production numérique (site web et/ou application mobile) pour une émission ou série : jeunesse
- 34e Prix Gémeaux (2019)[11] :
  - Nomination – Meilleur émission ou série d’animation
  - Nomination – Meilleure production numérique (site web et/ou application mobile) pour une émission ou série : jeunesse

## Volet interactif
Le volet interactif s'adresse aux enfants de 3 à 6 ans. Il prolonge l'univers de la série en donnant aux jeunes enfants un rôle actif : le quotidien est source d'imagination.
Ce volet interactif est composé de : 
- trois applications mobiles disponibles sur Apple Store[12] et Google Play[13]

1. YaYa & Zouk : quatre mini-jeux : la pêche aux trésors, le sel enchanté, la bébécopieuse, le miroir à voyages.
2. YaYa & Zouk Jeux : cinq mini-jeux : Casse-tête , Jeu des Paires, Jeu  Serpents et Échelles, Jeu de Création et Collage, Trouve les Coquillages.
3. YaYa & Zouk Jeux De Luxe : cinq mini-jeux à personnaliser avec jusqu'à 25 épisodes en bonus.

- Un site internet dédié.

## Produits dérivés

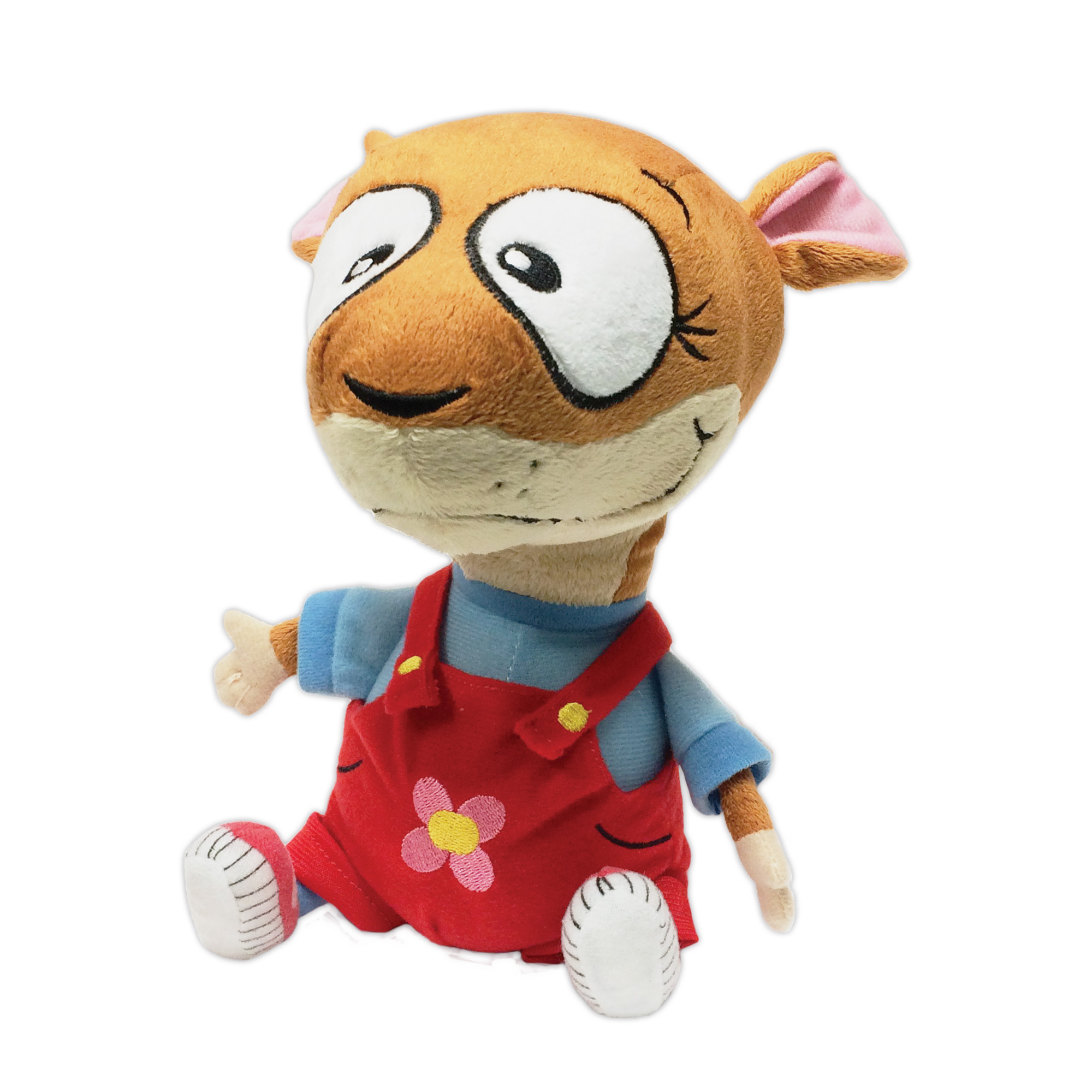
Peluche de YaYa.

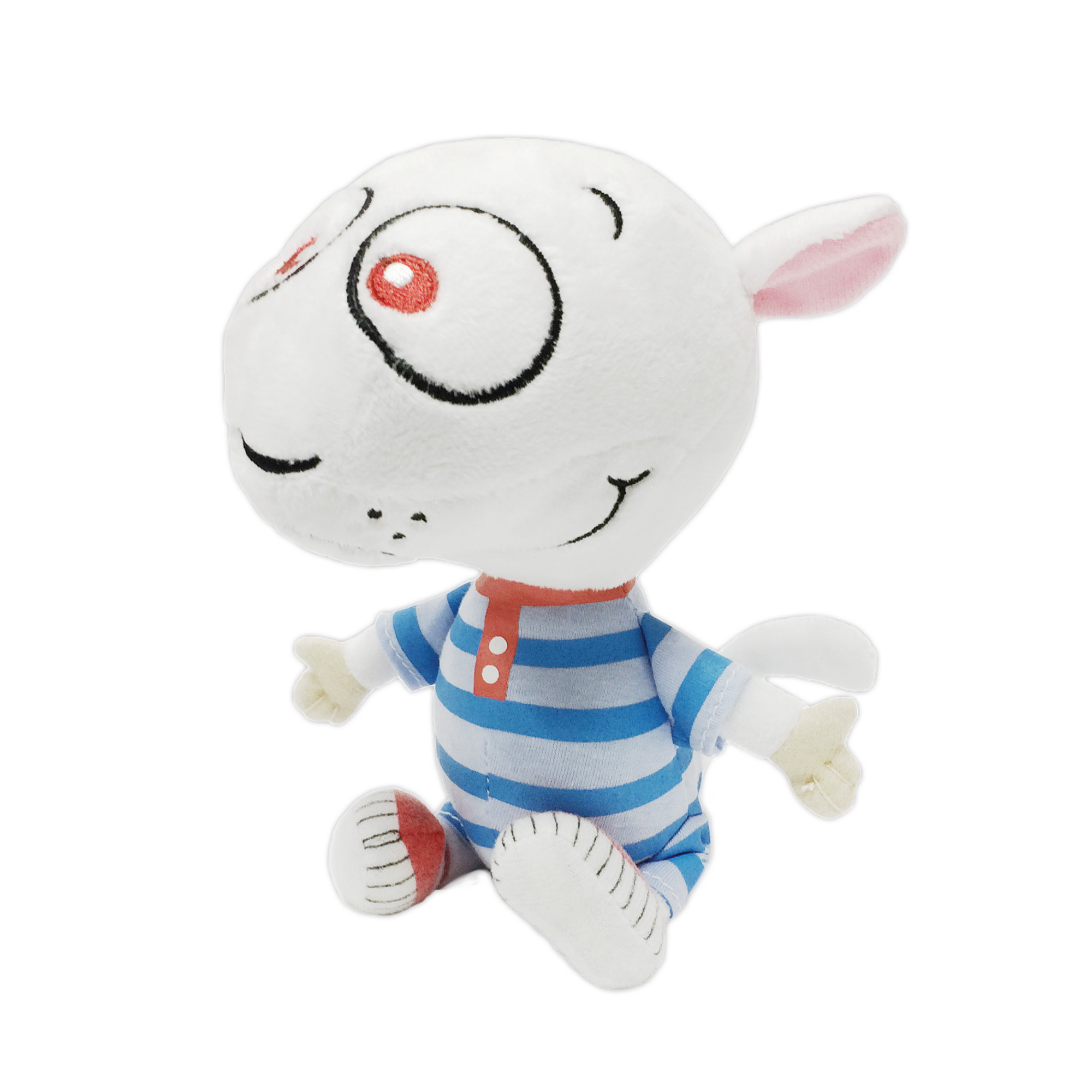
Peluche de Zouk.

Plusieurs produits dérivés de la série ont été créés.
- Livres : huit livres sont disponibles publiés chez Les Éditions de la Bagnole[14]
- Peluches : Les peluches représentant YaYa et Zouk sont distribuées par les Éditions Gladius International[15]
- Jeux de Société : trois jeux de sociétés pour les 3 ans et + ont été édités par les Éditions Gladius International[15] (Jeux de Mémoire, Cherche et Trouve, Serpents et Échelles)